# Nola impura
Nola impura är en fjärilsart som beskrevs av Mann 1862. Nola impura ingår i släktet Nola och familjen trågspinnare. Inga underarter finns listade i Catalogue of Life.